# Владика, слава Му и милост
Владика, слава Му и милост је роман књижевника и новинара Жељка Пржуља (1964) из Републике Српске објављен 2016. године у издању Матичне библиотеке Источно Сарајево.

## О аутору
Жељко Пржуљ, српски писац и новинар, рођен је 1964. године у Сарајеву. У родном граду је завршио основну, средњу школу и Грађевински факултет. У романима, причама, песмама које је написао бавио се историјским и савременим животним темама. За време Одбрамбено-отаџбинског рата био је борац и командир у Војсци Републике Српске, као и ратни дописник многих листова у Србији и Републици Српској. Пржуљ живи и ради у Источном Сарајеву у Републици Српској.

## О делу
Књига Жељка Пржуља је писано сведочанство о Светом Василију Острошком Чудотворцу, тј. Стојану Јовановићу. Стојан Јовановић је био један од главних духовних и националних српских стубова, родом из Херцеговине. Код Никшића има свој манастир који обилази велики број посетилаца.Прича у књизи се одвија око земаљског живота Светог Василија Острошког док је био владика хецеговачки.
Пржуљ је описао време 17. века, које није било нимало лако за српски народ.

### Главни ликови
- Стојан Јовановић (1610-1671), владика херцеговачки Василије - приказана његова борба против Османлија, Латина, издајника, болести, глади...
- Драгојло Бајо Николић Пивљанин (1630-1687), највећи српски јунак у четиристо година робовања под Османлијама. Погинуо је 7. јуна 1687. године на Вртијељци и његову су главу Турци одсекли и однели султану да се похвале својим јунаштвом.
- Сарајево, за које сам аутор каже да је град мученик.[4][7]

Свети Василије је био у духовном животу оно што је у војничком био Бајо Пивљанин. Били су пријатељи, саборци и чувари српског народа и вере од непријатеља који надолазе са свих страна.

## Представљање романа
Аутор је књигу представио у Горњем манастиру Острог након што је добио благослов за њено штампање од Његовог високопреосвештенства митрополита црногорско-приморског Амфилохија.